# Gosford (Kalifornia)
Gosford – obszar niemunicypalny w Kern County, w Kalifornii (Stany Zjednoczone), na wysokości 111 m. Gosford został założony w 1893 roku i nazwany na cześć hrabiego Gosforda.